# Кин, Лора
Ло́ра Кин (англ. Laura Keene; 20 июля 1826 — 4 ноября 1873) — британская и американская актриса, антрепренёр.

## Ранние годы
Родилась в 1826 году в юго-восточной Англии, в Уинчестере. При рождении получила имя Мэри Фрэнсис Мосс (Mary Frances Moss), она была четвёртым и младшим ребёнком Томаса Мосса и Джейн Мосс (в девичестве Кинг). Её тётя была британской актрисой Элизабет Ейтс (Elizabeth Yates) .
В возрасте 18 лет она вышла замуж за офицера британской армии Генри Веллингтона Тейлора, который, по некоторым источникам, был племянником и крестником герцога Веллингтона. У них родились две дочери: Эмма (1846) и Клара Мария Стелла (1849). Выйдя в отставку, Тейлор открыл таверну. В 1850 году (дата неточная) Тейлор был арестован и сослан в Австралию, где умер в 1860 году.
Оставшись без мужа с двумя детьми и без денег, по совету тётушки-актрисы, Мэри Фрэнсис Тейлор решила начать актёрскую карьеру и взяла псевдоним Лора Кин.

## Карьера
Дебютировала в 1851 году на сцене лондонского театра «Олимпик», исполнив роль Полины в «Лионской красавице» Бульвер-Литтона. С 1852 года выступала в США: в театре «Лицеум» (Нью-Йорк), затем открыла свой театр в Балтиморе.
С 1855 года стала директором театра «Метрополитен» (Нью-Йорк), после чего театр был переименован в «Варьете Лоры Кин». Она была менеджером, директором и главной звездой этого театра, пока в декабре Уильям Бертон (William Burton) не выкупил здание, переименовав его в «Новый театр Бертона» (Burton’s New Theatre), а затем в «Winter Garden».
Собрав средства по подписке, Лора Кин построила в Нью-Йорке «Новый театр Лоры Кин», в который она приглашала на гастроли европейских и американских актёров. Репертуар театра состоял из произведений европейской классики и пьес американских авторов. После закрытия этого театра в 1862 году Кин со своей труппой гастролировала по США.
Первая поставила популярную комедию Тома Тейлора «Наш кузен американец» (Our American Cousin), в которой играла роль Флоренс Тренчард.
В ноябре 1860 года прошла премьера мюзикла-бурлеска «Семь сестёр». Постановка пользовалась успехом: состоялось 253 представления.
В 1863 году она стала испытывать проблемы со здоровьем, но продолжила заниматься театральным менеджментом.
С сентября 1869 года по март 1870 Лора Кин возглавляла театр «Честнат Стрит» (Филадельфия).
Второй муж Лоры Кин — Джон Лутц — умер в апреле 1869. 4 ноября 1973 года Кин скончалась от туберкулёза в возрасте 47 лет в Монтклэре, Нью-Джерси. Похоронена на кладбище Грин-Вуд в Бруклине.